# Mikoi Sasaki
Mikoi Sasaki (Morioka, 30 marzo 1991) è un doppiatrice giapponese.

## Doppiaggio
- Hercule Barton in Tantei Opera Milky Holmes (2010-2015)
- Natasha Ivanova in Muv-Luv (2012)
- Kusako El in Outbreak Company (2013)
- Himeno Katsuragi in Da Capo III (2013)
- Kumi Okazaki in Cardfight!! Vanguard (2014)
- Piyotan in Etotama (2015)
- Reika in PriPara (2015)
- Fumi in Hulaing Babies (2019-2020)
- Gobco Ngière in Peter Grill and the Philosopher's Time (2022)
- Kururu in The Great Cleric (2023)
- Hitome in Plus-Sized Elf (2024)